# Kanton Saint-Dizier-2
Kanton Saint-Dizier-2 (fr. Canton de Saint-Dizier-2) je francouzský kanton v departementu Haute-Marne v regionu Grand Est. Tvoří ho pouze část města Saint-Dizier. Zřízen byl v roce 2015.